# Heteropsis wardii
Heteropsis wardii is een vlinder uit de familie van de Nymphalidae, uit de onderfamilie van de Satyrinae. De soort is voor het eerst wetenschappelijk beschreven als Mycalesis wardii door Paul Mabille in een publicatie uit 1877.
De soort komt voor in de bossen van Madagaskar.